# Aidan Turner
För den engelske skådespelaren, se Aiden Turner
Aidan Turner, född 19 juni 1983 i Clondalkin i South Dublin, är en irländsk skådespelare, främst känd för rollen som vampyren Mitchell i BBC Three-serien Being Human, Ruairí McGowan i RTE-serien The Clinic och som dvärgen Kili i filmatiseringen av JRR Tolkiens bok The Hobbit. Han medverkade även i det första avsnittet av BBC-serien The Tudors. Under 2013 är han aktuell i filmen City of Bones som har premiär i augusti. Han spelar även huvudrollen Ross Poldark i BBC-serien Poldark från 2015.

## Filmografi
| År        | Titel                                   | Roll                   | Noteringar   |
| --------- | --------------------------------------- | ---------------------- | ------------ |
| 2007      | The Sound of People                     | Pappa                  | Kortfilm     |
| 2007      | Matterhorn                              | Theodoro               | Kortfilm     |
| 2007      | The Tudors                              | Bedoli                 | 1 avsnitt    |
| 2008      | Alarm                                   | Mal                    |              |
| 2008–2009 | The Clinic                              | Ruairí McGowan         | 18 avsnitt   |
| 2009      | Desperate Romantics                     | Dante Gabriel Rossetti | 6 avsnitt    |
| 2009–2011 | Being Human                             | John Mitchell          | 22 avsnitt   |
| 2010      | Resonance                               | TT                     | Pilotavsnitt |
| 2011      | Hattie                                  | John Schofield         | TV-film      |
| 2012      | Hobbit: En oväntad resa                 | Kili                   |              |
| 2013      | The Mortal Instruments: Stad av skuggor | Luke Garroway          |              |
| 2013      | Hobbit: Smaugs ödemark                  | Kili                   |              |
| 2014      | Hobbit: Femhäraslaget                   | Kili                   |              |
| 2015      | The Secret Scripture                    | Jack McNulty           |              |
| 2015      | Poldark                                 | Ross Poldark           | TV-serie     |